# ألان ماجي
ألان ماجي (بالإنجليزية: Alan Magee)‏ هو عسكري أمريكي، ولد في 13 يناير 1919 في بلينفيلد (نيوجيرسي) في الولايات المتحدة، وتوفي في 20 ديسمبر 2003 في سان أنجيلو في الولايات المتحدة بسبب سكتة وقصور كلوي.